# Tử hình ở Croatia
Hình phạt tử hình ở Croatia tồn tại cho đến năm 1991 khi nó được bãi bỏ theo hiến pháp. Vụ hành quyết cuối cùng diễn ra dưới thời Nam Tư vào năm 1987.

## Vụ hành quyết đáng chú ý
Vào thời Nam Tư, có một số phiên tòa dẫn đến hình phạt tử hình:
- Luka Javorina, trưởng ga đường sắt ở Plavno (trên tuyến đường sắt M604 ngày nay), say xỉn tại nơi làm việc và gây ra cái chết cho 20 người trong thảm họa đường sắt ngày 15 tháng 8 năm 1949. Ông bị hành quyết bằng cách xử bắn vào ngày 24 tháng 10 năm 1949.[1]
- Kazimir Antić và anh trai Ivan âm mưu cướp gia đình Kremenić ở Cres. Trong vụ cướp, Kazimir Antić đã giết Josip Kremenić bằng một con dơi, và làm bị thương em gái Marija của anh ta. Antić bị kết án tử hình vào ngày 6 tháng 11 năm 1967 và bị hành quyết vào ngày 6 tháng 11 năm 1968.[1]
- Ferdo Darić đã sát hại một cặp vợ chồng già, Petar và Bara Biličić, ở Draganić, bằng cách giết họ bằng rìu khi họ đang ngủ. Tòa án ở Karlovac đã xử tử anh ta vào năm 1970.[1]
- Jovan Bugarski đã đến cướp ngôi nhà của Adela Bašić ở Samobor, và cắt cổ cả Adela (46 tuổi) và con gái Dragica (23 tuổi) vào ngày 26 tháng 4 năm 1964. Tòa án ở Zagreb đã xử tử anh ta bằng cách xử bắn vào mùa thu năm 1966, đây là quyết định cuối cùng của Tòa án đó.[1]
- Nikola Kević bị kết tội giết người kép và cố ý giết người tại Tòa án ở Osijek, với đơn kháng cáo không thành lên Tòa án tối cao Nam Tư. Trong quá trình chờ thi hành án, ông bị biệt giam và bị xiềng xích, trước khi bị xử bắn vào ngày 22 tháng 4 năm 1978.[1]

Hình phạt tử hình đã bị cấm theo Điều 21 của Hiến pháp năm 1990 của Croatia.
Croatia là một bên ký kết Nghị định thư 13 của Công ước Châu Âu về Nhân quyền xóa bỏ án tử hình trong mọi trường hợp. Công ước được ký vào ngày 3 tháng 7 năm 2002, được phê chuẩn vào ngày 3 tháng 2 năm 2003 và có hiệu lực vào ngày 1 tháng 7 năm 2003.

## Vụ hành quyết kể từ năm 1959
Nguồn: SPSK Database Lưu trữ ngày 31 tháng 10 năm 2020 tại Wayback Machine
| Đối tượng hành quyết | Giới tính | Ngày tuyên án        | Ngày thực hiện                               | Nơi thực hiện | Tội ác                   | Phương pháp |
| -------------------- | --------- | -------------------- | -------------------------------------------- | ------------- | ------------------------ | ----------- |
| Pavao Čekada         | Nam       | 1960                 | 29 tháng 3 năm 1960                          | Varaždin      | tội ác chiến tranh       | Xử bắn      |
| Stevo Ovčar          | Nam       | 1960                 | 1960                                         | Osijek        | giết một cảnh sát        | Xử bắn      |
| Jovan Bugarski       | Nam       | 1965                 | 24 tháng 2 năm 1965                          | Zagreb        | giết người kép           | Xử bắn      |
| Kazimir Antić        | Nam       | 6 tháng 11 năm 1967  | 6 tháng 11 năm 1968                          | Rijeka        | giết người trong vụ cướp | Xử bắn      |
| Ferdo Dorić          | Nam       | 1970                 | 1970                                         | Karlovac      | giết người kép           | Xử bắn      |
| Kosta Dujić          | Nam       | 27 tháng 11 năm 1974 | 1976                                         | Tách ra       | giết người kép           | Xử bắn      |
| Nikola Kević         | Nam       | 1977                 | 22 tháng 4 năm 1977 hoặc 22 tháng 4 năm 1978 | Osijek        | giết người kép           | Xử bắn      |
| Dušan Kosić          | Nam       | 4 tháng 10 năm 1983  | 29 tháng 1 năm 1987                          | Karlovac      | nhiều vụ giết người      | Xử bắn      |